# Évzoni
Évzoni, en grec moderne : Εύζωνοι, est un village du dème de Péonie, dans le district régional de Kilkís, en Macédoine-Centrale,  Grèce. 
Selon le recensement de 2011, la population du village compte 331 habitants.
Le village est également appelé la « porte de la Grèce » car il est situé sur l'autoroute 1 (route européenne 75) qui relie la frontière à Athènes.
Jusqu'en 1927, le village portait le nom de Matsíkovo (Ματσίκοβο). Il est alors rebaptisé sous son nom actuel en mémoire de neuf evzones, capturés, torturés et exécutés lors des guerres balkaniques. C'est aussi pour cette raison que le garde-frontière est un evzone.